# MTV Europe Music Awards 2009

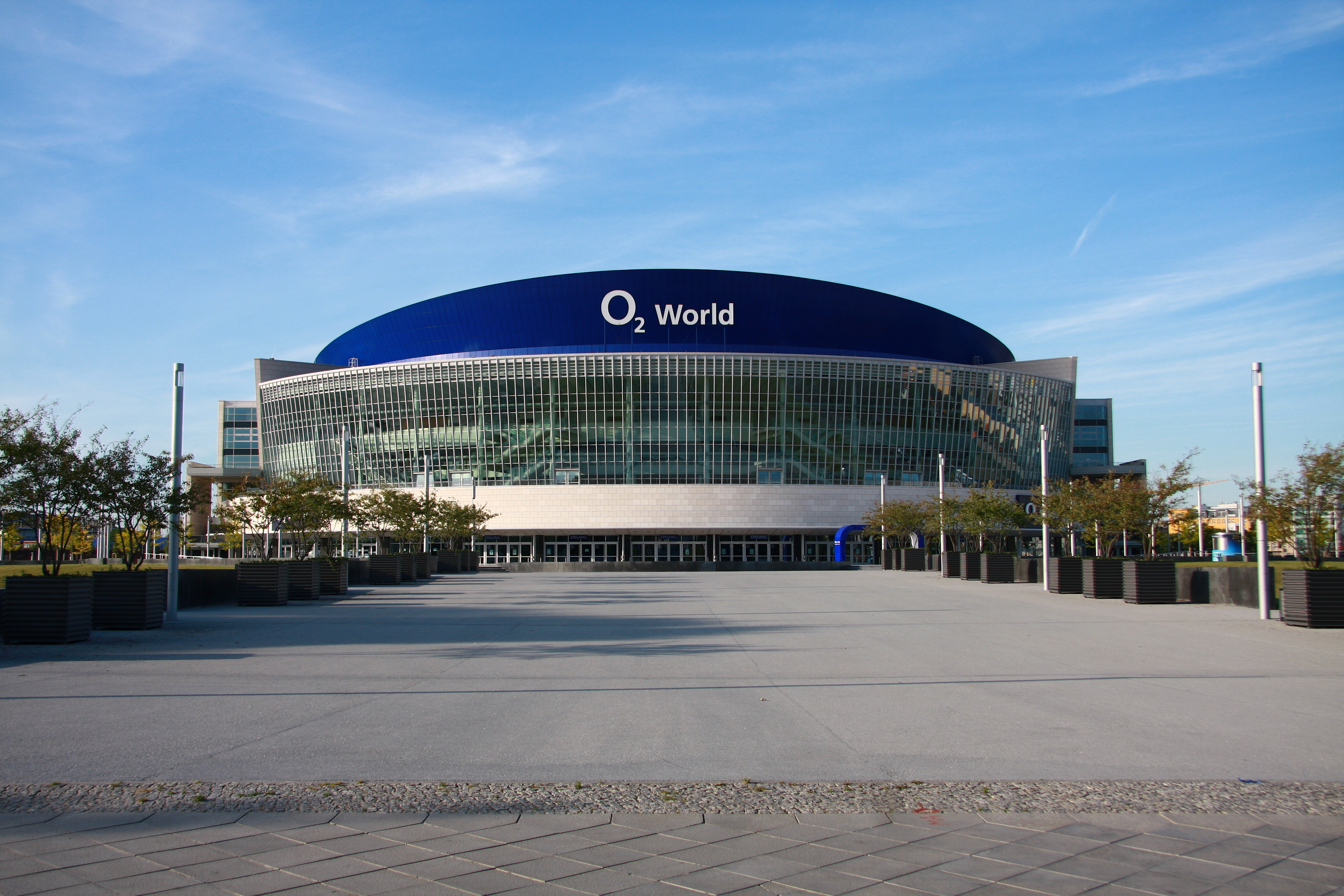
O_{2} World, dove si sono svolte le premiazioni.

Gli MTV Europe Music Awards 2009 si sono tenuti il 5 novembre 2009 a Berlino in Germania all'O2 World e di fronte alla Porta di Brandeburgo.
Le candidature ai premi regionali sono state rese note il 1º settembre 2009. Le candidature per gli altri premi sono invece state annunciate il 21 settembre 2009. Come ogni anno, la quasi totalità degli artisti proviene da paesi anglofoni.
L'evento è stato presentato dalla cantante Katy Perry, al momento l'unica ad essere stata chiamata due anni consecutivi a presentare questo spettacolo. A collaborare con lei, nel ruolo di "digital host", è intervenuto Pete Wentz dei Fall Out Boy.

## Premi
I vincitori sono indicati in Grassetto.

### Miglior canzone
- Beyoncé - Halo
- Black Eyed Peas - I Gotta Feeling
- David Guetta feat.  Kelly Rowland - When Love Takes Over
- Kings of Leon - Use Somebody
- Lady Gaga - Poker Face

### Miglior artista live
- U2
- Beyoncé
- Green Day
- Kings of Leon
- Lady Gaga

### Miglior gruppo
- Tokio Hotel
- Black Eyed Peas
- Green Day
- Jonas Brothers
- Kings of Leon

### Miglior artista emergente
- Lady Gaga
- Daniel Merriweather
- La Roux
- Pixie Lott
- Taylor Swift

### Miglior artista femminile
- Beyoncé
- Katy Perry
- Lady Gaga
- Leona Lewis
- Shakira

### Miglior artista maschile
- Eminem
- Jay-Z
- Kanye West
- Mika
- Robbie Williams

### Miglior artista Urban
- Jay-Z
- Ciara
- Eminem
- Kanye West
- T.I.

### Miglior artista Rock
- Green Day
- Foo Fighters
- Kings of Leon
- Linkin Park
- U2

### Miglior artista Alternative
- Placebo
- Muse
- Paramore
- The Killers
- The Prodigy

### Miglior video
- Beyoncé - Single Ladies (Put a Ring on It)
- Britney Spears - Circus
- Eminem - We Made You
- Katy Perry -  Waking Up in Vegas
- Shakira - She Wolf
- Lady Gaga - Poker Face

### Miglior artista europeo
Miglior artista europeo (votato tra i finalisti dei vincitori regionali)
- maNga
- Deep Insight
- Dima Bilan
- Doda
- Lost

### Miglior artista Push
- Pixie Lott
- Daniel Merriweather
- Hockey
- La Roux
- Little Boots
- Metro Station
- The Veronicas
- White Lies

### Miglior esibizione World Stage
Miglior concerto MTV World Stage
- Linkin Park
- Coldplay
- Kid Rock
- Kings of Leon
- Lady Gaga

### Premi regionali

#### Miglior artista arabo
- Amr Mostafa
- Darine Hadchiti
- Joe Askhar
- Ramy Sabry
- Rashed Al-Majed

#### Miglior artista balcanico (MTV Adria)
- Darkwood Dub
- Dubioza kolektiv
- Elvis Jackson
- Lollobrigida
- Superhiks

#### Miglior artista baltico
- Chungin & the Cats of Destiny
- DJ Ella
- Flamingo
- Leon Somov & Jazzu
- Popidiot

#### Miglior artista britannico/irlandese
- Florence & The Machine
- La Roux
- Pixie Lott
- The Saturdays
- Tinchy Stryder

#### Miglior artista danese
- Dúné
- Jooks
- L.O.C.
- Medina
- Outlandish

#### Miglior artista finlandese
- Apulanta
- Cheek
- Deep Insight
- Disco Ensemble
- Happoradio

#### Miglior artista francese
- David Guetta
- Olivia Ruiz
- Orelsan
- Rohff
- Sliimy

#### Miglior artista greco
- Helena Paparizou
- Monika
- Matisse
- Onirama
- Professional Sinnerz

#### Miglior artista israeliano
- Asaf Avidan & the Mojos
- Assaf Amdursky
- Infected Mushroom
- Ninet Tayeb
- Terry Poison

#### Miglior artista italiano
- Giusy Ferreri
- J-Ax
- Lost
- Tiziano Ferro
- Zero Assoluto

#### Miglior artista norvegese
- Donkeyboy
- Maria Mena
- Paperboys
- Røyksopp
- Yoga Fire

#### Miglior artista olandese/belga
- Alain Clark
- The Black Box Revelation
- Esmée Denters
- Fedde le Grand
- Milow

#### Miglior artista polacco
- Afromental
- Ania Dąbrowska
- Doda
- Ewa Farna
- Jamal

#### Miglior artista portoghese
- Buraka Som Sistema
- David Fonseca
- Os Pontos Negros
- X-Wife
- Xutos & Pontapés

#### Miglior artista rumeno
- David Deejay feat. Dony
- Inna
- Puya feat. George Hora
- Smiley
- Tom Boxer feat. Jay

#### Miglior artista russo
- Centr
- Dima Bilan
- Kasta
- Sergej Lazarev
- Timati

#### Miglior artista spagnolo
- Fangoria
- Macaco
- Nena Daconte
- Russian Red
- We Are Standard

#### Miglior artista svedese
- Adiam Dymott
- Agnes
- Darin
- Mando Diao
- Promoe

#### Miglior artista svizzero
- Lovebugs
- Phenomden
- Blue CoId Ice Creams
- Seven
- Stress

#### Miglior artista tedesco
- Jan Delay
- Peter Fox
- Silbermond
- Söhne Mannheims
- Sportfreunde Stiller

#### Miglior artista turco
- Atiye Deniz
- Bedük
- Kenan Doğulu
- maNga
- Nil Karaibrahimgil

#### Miglior artista ucraino
- Antytila
- Druga Rika
- Green Grey
- Kamon
- Lama

#### Miglior artista ungherese
- Esclin Syndo
- The Idoru
- The Kolin
- The Moog
- Zagar

## Esibizioni

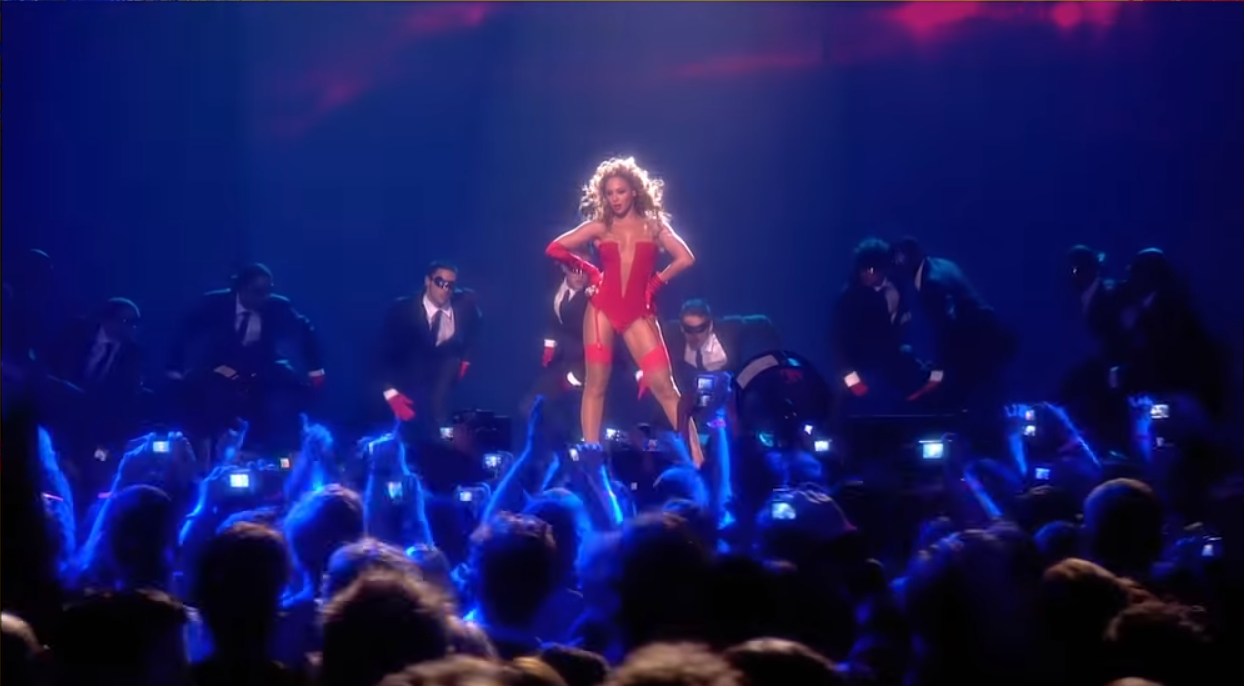
Beyoncé si esibisce durante la cerimonia di premiazione.

- Beyoncé si esibisce durante la cerimonia di premiazione.Green Day — "Know Your Enemy / Minority"
- Katy Perry, Alan Green e Mike Ingham — "I Gotta Feeling / When Love Takes Over / Use Somebody / Halo / Poker Face"
- Beyoncé — "Sweet Dreams"
- Jay-Z e Bridget Kelly — "Empire State of Mind"
- Foo Fighters — "Wheels / All My Life"
- Mike Ingham - "The Way It Is"
- U2 — "One / Magnificent"
- Shakira — "Did It Again"
- Tokio Hotel  — "World Behind My Wall"
- Leona Lewis — Happy
- U2 e Jay-Z — "Sunday Bloody Sunday"